# Мартин Лојд-Еванс
Мартин Лојд-Еванс (енгл. Martin Lloyd-Evans) је британски оперски редитељ, позоришни редитељ и педагог. Познат је по свом раду са водећим оперским кућама и фестивалима у Уједињеном Краљевству, као и по свом дугогодишњем ангажману као Шеф оперских студија на престижној Гилдхол школи за музику и драму (Guildhall School of Music & Drama) у Лондону.

## Каријера

### Редитељски рад
Мартин Лојд-Еванс је током своје каријере режирао широк спектар оперских дела, од барокних до савремених. Посебно је познат по својим поставкама ретко извођених опера и по сарадњи са компанијом Опера Холанд Парк (Opera Holland Park) у Лондону, где је режирао бројне запажене продукције, укључујући дела као што су Адријана Лекуврер (Чилеа), Андре Шеније (Ђордано), Федора (Ђордано), Валкира (Вагнер, концертна верзија), Ђоконда (Понкијели), Тајни брак (Чимароза), Крадљива сврака (Росини), Злато Рајне (Вагнер, концертна верзија) и многе друге.
Режирао је и за друге значајне британске куће и фестивале, као што су English Touring Opera (ЕТО), Classical Opera Company, Фестивал Бакстон, Grange Park Opera, Almeida Opera, The Opera Group, као и за оперске куће у Ирској и другде. Неке од опера које је режирао за друге компаније укључују Тако чине све (Моцарт), Чаробна фрула (Моцарт), Вертер (Масне), Евгеније Оњегин (Чајковски), Рита (Доницети), Плави месец (Монтеверди/Максвел Дејвис) и Окретај завртња (Бритн).
Поред опере, режирао је и драмске представе и мјузикле.

### Педагошки рад
Мартин Лојд-Еванс има и истакнуту каријеру као педагог. Он је Шеф оперских студија (Head of Opera Studies) на Гилдхол школи за музику и драму у Лондону, једној од водећих светских институција за образовање музичара и глумаца. У оквиру свог рада на Гилдхолу, одговоран је за оперски програм, менторство младих певача и редитеља, као и за режију студентских оперских продукција које су често хваљене због високог професионалног нивоа. Неке од представа које је режирао на Гилдхолу укључују Разговори кармелићанки (Пуленк), Аријадна на Наксосу (Р. Штраус), Крунисање Попеје (Монтеверди) и многе друге.

## Одабране режије (опера)
| Опера                   | Композитор         | Продукција / Позориште          | Година (приближно) |
| ----------------------- | ------------------ | ------------------------------- | ------------------ |
| Адријана Лекуврер       | Франческо Чилеа    | Опера Холанд Парк               | 2002, 2004         |
| Тајни брак              | Доменико Чимароза  | Опера Холанд Парк               | 2003               |
| Крадљива сврака         | Ђоакино Росини     | Опера Холанд Парк               | 2004               |
| Андре Шеније            | Умберто Ђордано    | Опера Холанд Парк               | 2005               |
| Вертер                  | Жил Масне          | Опера Холанд Парк               | 2007               |
| Федора                  | Умберто Ђордано    | Опера Холанд Парк               | 2006, 2017         |
| Рита / Ђани Скики       | Доницети / Пучини  | English Touring Opera           | 2007               |
| Ђоконда                 | Амилкаре Понкијели | Опера Холанд Парк               | 2016               |
| Валкира (концертна)     | Рихард Вагнер      | Опера Холанд Парк               | 2019               |
| Злато Рајне (концертна) | Рихард Вагнер      | Опера Холанд Парк               | 2021               |
| Разговори кармелићанки  | Франсис Пуленк     | Гилдхол школа за музику и драму |                    |
| Аријадна на Наксосу     | Рихард Штраус      | Гилдхол школа за музику и драму |                    |
| Крунисање Попеје        | Клаудио Монтеверди | Гилдхол школа за музику и драму |                    |

Напомена: Године за неке продукције су оквирне или се односе на једну од обнова.